# Keltenweg (Weimar)
Der Keltenweg in Weimar ist ein von der Eduard-Rosenthal-Straße hinter dem Hufeland-Krankenhaus abzweigender Weg, der am Gartenweg endet. Seine Bedeutung hat er aber als Fundort von vermeintlichen Keltengräbern.
Diese Bezeichnung erhielt der Weg 1950. Bei der Neuanlage erinnerte man sich wohl daran, weil bei der Neuanlage der Gartenanlage für die Gaststätte die Bezeichnung Keltenhof gewählt wurde. Stattdessen geht man davon aus, dass die vermeintlichen Keltengräber in die Zeit der Spätlatènezeit gehören. Beim Anlegen einer Gartenanlage wurde auf dem damaligen Tiefurter Weg oder Tiefurter Berg eine Körperbestattung und 20 Urnengräber gefunden. Sie gehörten in die Zeit des 1. Jahrhunderts v. Chr. Gefunden wurden sie vom damaligen Kustos am Museum für Urgeschichte, Armin Möller. Möller glaubte, dass es sich dabei um Kelten handelte. Tatsächlich handelte es sich um Gräber der Spätlatènezeit in der sogenannten Kontaktzone. Sie gehörten somit zu einem Völkerstamm zwischen den Germanen im Norden und den Kelten im Thüringer Becken.